# Pierre de Nogaret de La Valette
Pierre de Nogaret de la Valette (fl. 1531, † 1553 auf Schloss Caumont) aus der Familie Nogaret de La Valette war ein französischer Adliger aus der Gascogne und Militär im Dienst von König Franz I., für den er in den Italienischen Kriegen diente.
Er ist der Bauherr des Schlosses Caumont im Département Gers, das heute unter Denkmalschutz steht.

## Leben
Pierre de Nogaret ist der Sohn von Bernard de Nogaret, dem Herrn von La Valette, und Anne Brenguier de Bertolène. Er trat erstmals 1531 als Testamentsvollstrecker seines gleichnamigen Vetters, des Seigneur de la Roque-Serrière, auf, 1535 dann vor dem Parlement de Toulouse. 1540 huldigte er für La Valette Odet de Coligny, dem Kardinal und Erzbischof von Toulouse. In seinem Testament vom 13. Februar 1553 legte er die männliche Erbfolge in seiner Familie fest.
Entgegen den Behauptungen einiger Biografen seines Enkels, des Herzogs von Épernon, steht Pierre de Nogaret in keiner Abstammung zu Guillaume de Nogaret († 1313), dem Berater Philipps des Schönen und Ankläger im Templerprozess. Er entstammt einer viel jüngeren, aus der Gascogne stammenden Familie der Noblesse de robe, die bis zum Ende des 14. Jahrhunderts zurückreicht. Tatsächlich wurde Jacques de Nogaret, Herr von La Valette und Fünftältester von Pierre de Nogaret, 1372 von König Karl V. geadelt, da er 1366 (er wurde es 1377 ein zweites und 1385 ein drittes Mal) Capitoul von Toulouse gewesen war.
Pierre de Nogaret de La Valette begleitete Franz I. in die Italienischen Kriege, insbesondere dem ersten gegen Kaiser Karl V., dem mit der französischen Niederlage bei Pavia endete. 1525, nach seiner Rückkehr aus Italien, begann er mit dem Neubau des Schlosses Caumont im Stil der Renaissance, das von da an zum Sitz der Familie Nogaret de La Valette wurde.
Er starb 1553 auf seinem Schloss Caumont. Sein Nachfolger wurde sein vierter Sohn Jean de Nogaret de La Valette (* um 1527), nachdem seine drei ältesten Söhne in den Jahren 1545 bzw. 1548 gestorben waren.

## Ehe und Familie
Am 21. April 1521 heiratete Pierre de Nogaret Marguerite de L’Isle, Dame de Cazaux und Caumont († nach 22. Februar 1548), Witwe von Antoine I. de Gua, Seigneur de Casaux, Tochter von Jean de L’Isle, Seigneur de Saint-Aignan en Condomois, und Jeanne de Tallart de Taraube, wodurch die Herrschaft über Caumont in den Besitz der Familie Nogaret gelangt. Ihre Kinder sind:
- Jean de Nogaret de La Valette (* um 1522; X 1545 in Piemont im Kampf gegen kaiserliche Truppen)
- Jacquette de Nogaret de La Valette (* um 1523); ⚭ (Ehevertrag 30. Juni 1539) Bertrand de Béarn, Seigneur de Saint-Maurice bei Villemur-sur-Tarn
- Gabriel de Nogaret de La Valette (* um 1524; † 1548) geistlich
- Hélène de Nogaret de La Valette (* um 1525; † zwischen 1564 und 1597); ⚭ 1551 (oder 17. März 1545) Bernard de Montlezun dit de Lupiac, Seigneur de Baron de Moncassin et Lupiac (* 1524; † vor 1597)
- Pierre de Nogaret de La Valette (* um 1526; X 1545 bei der Belagerung von Bologna[1]
- Jean de Nogaret de La Valette (* um 1527; † 18. Dezember 1575 in Caumont), Chevalier, Seigneur et Baron de La Valette, Cazaux et Caumont, Capitaine de 50 hommes d’armes des Ordonnances, Mestre de camp de la Cavalerie légére, Lieutenant-général in Guyenne; ⚭ (Ehevertrag 15. September 1551) Jeanne de Saint-Lary de Bellegarde († 9. April 1611 in Caumont), Tochter von Pierre de Saint-Lary, Baron de Bellegarde, und Marguerite d’Orbessan, Schwester von Roger de Saint-Lary, Marschall von Frankreich
- Catherine de Nogaret de La Valette (* um 1532; † nach 1553); ⚭ (Ehevertrag 9. März 1552) Antoine de Voisins de Montaut, Gramont etc.
- Anne de Nogaret de La Valette (* um 1535; † nach 1585); ⚭ Charles de Léaumont, Seigneur de Pui-Gallard – Eltern[2] von Jean de Léaumont († 6. Juli 1584)
- Jeanne de Nogaret de La Valette (* um 1540; † nach 1565); ⚭ Philippe de Voisins, Seigneur et Baron de Montaut

Pierre de Nogaret hatte einen unehelichen Sohn, dessen Vorname nicht bekannt ist; er ist der Stammvater der Seigneurs de Peirille aus der Gegend um Albi.